# And & End
And & End – dziesiąty minialbum południowokoreańskiej grupy T-ara, wydany 11 września 2014 roku. Album sprzedał się w nakładzie 20 677 egzemplarzy (stan na grudzień 2014).

## Lista utworów
| Nr | Tytuł                                       | Słowa                                | Muzyka                               | Czas |
| -- | ------------------------------------------- | ------------------------------------ | ------------------------------------ | ---- |
| 1. | "Sugar Free" (BigRoom Version)              | Shinsadong Tiger, Beomi Nangi        | Shinsadong Tiger, Beomi Nangi        | 3:55 |
| 2. | "Sugar Free"                                | Shinsadong Tiger, Beomi Nangi        | Shinsadong Tiger, Beomi Nangi        | 3:55 |
| 3. | "Namjugin Akkawo" (kor. 남주긴 아까워)      | Duble Sidekick                       | Duble Sidekick, Radio Galaxi         | 2:58 |
| 4. | "ORGR" (Oh Ready Go Ready)                  | Shinsadong Tiger, 4th Hitter, S. Kim | Shinsadong Tiger, 4th Hitter, S. Kim | 2:58 |
| 5. | "Jinan Dallyeog" (kor. 지난 달력)           | Roco, Rocoberry                      | Rocoberry                            | 2:47 |
| 6. | "Geunyeoleul Bomyeon" (kor. 그녀를 보면)    | Conan, Roco                          | Conan                                | 3:10 |
| 7. | "Sugar Free" (BigRoom Version Instrumental) | Shinsadong Tiger, Beomi Nangi        | Shinsadong Tiger, Beomi Nangi        | 3:55 |

## Notowania
| Lista                     | Pozycja |
| ------------------------- | ------- |
| Gaon Weekly Albums Chart  | 2       |
| Gaon Monthly Albums Chart | 10      |
| Gaon Yearly Albums Chart  | 71      |
| Billboard World Albums    | 12      |